# Mehedinți
Mehedinți är ett län (județ) i Rumänien med en yta på 4 933 km² och 282 249 invånare (2018). Huvudort är Drobeta-Turnu Severin. Länet är indelat i 2 municipii, 3 städer och 61 kommuner.

## Municipii
- Drobeta-Turnu Severin
- Orșova

## Städer
- Strehaia
- Vânju Mare
- Baia de Aramă

## Kommuner
| - Bâcleş - Bala - Bălăciţa - Balta - Bâlvăneşti - Braniştea - Brezniţa-Motru - Brezniţa-Ocol - Broşteni - Burila Mare - Butoieşti - Căzăneşti - Cireşu - Corcova | - Corlăţel - Cujmir - Dârvari - Devesel - Dubova - Dumbrava - Eşelniţa - Floreşti - Gârla Mare - Godeanu - Gogoşu - Greci - Grozeşti - Gruia | - Hinova - Husnicioara - Ilovăţ - Iloviţa - Isverna - Izvoru Bârzii - Jiana - Livezile - Malovăţ - Obârşia de Câmp - Obârşia-Cloşani - Oprişor - Pădina Mare - Pătulele | - Podeni - Ponoarele - Poroina Mare - Pristol - Prunişor - Punghina - Rogova - Salcia - Şimian - Şişeşti - Şovarna - Stângăceaua - Sviniţa - Tâmna | - Vânători - Vânjuleţ - Vlădaia - Voloiac - Vrata |